# Георги Петков (футболист)
Вижте пояснителната страница за други личности с името Георги Петков.
Георги Стоянов Петков е български футболист, вратар на Славия София. Дългогодишен играч на Левски София. Има 18 мача за националния отбор на България. Избран от журналистите за "Футболист №2 на България" (2008 и 2018 г.), "Футболист №3 на България" (2007 г.). Бил е четири пъти обявяван за „Най-добър вратар на България“ (2002 г., 2007 г., 2008 г. и 2018 г.).

## Кариера
Израства в с. Добровница. Възпитаник на „Хебър“ (Пазарджик). Преминава в „Левски“ (София) през лятото на 2001 г. от „Славия“ срещу сумата от $400 000, ставайки най-скъпия вратар в България. Играл е още и в отбора на „Банкя“. Почти целия сезон 2001/02 е титуляр. Записва няколко мача като титуляр и през сезон 2002/03. Дълго време е резерва на Димитър Иванков. След продажбата на последния в турския „Кайзериспор“ през лятото на 2005 г. става неизменен титуляр.
През ноември 2018 г. поставя рекорд за най-възрастен вратар в историята на футбола за международно ниво, в мача срещу Кипър– 42 години, 253 дни, изпревари легендарния страж на ФК Ливърпул Илайжа Скот, който изиграва последната си среща за Националния отбор на Ирландия на възраст 42 години, 6 месеца и 15 дни.
Ръководството на Славия възнамерява да направи нов голям жест към вратаря Георги Петков. През март 2025 г. стражът навършва 49 години. Очаква се белите да подпишат нов договор със стража за още един сезон и така той да посрещне половинвековния си юбилей на стадиона на Славия.

## Статистика в А група
| сезон   | отбор          | мачове | доп. голове | сухи мрежи |
| ------- | -------------- | ------ | ----------- | ---------- |
| 1996/97 | Славия (София) | 2      | 3           | 1          |
| 1997/98 | Славия (София) | 15     | 13          | 6          |
| 1998/99 | Славия (София) | 19     | 21          | 6          |
| 1999/00 | Славия (София) | 11     | 9           | 5          |
| 2000/01 | Славия (София) | 4      | 8           | -          |
| 2001/02 | Левски (София) | 27     | 16          | 15         |
| 2002/03 | Левски (София) | 8      | 5           | 4          |
| 2003/04 | Левски (София) | 2      | -           | 2          |
| 2004/05 | Левски (София) | 2      | 1           | 1          |
| 2005/06 | Левски (София) | 23     | 14          | 11         |
| 2006/07 | Левски (София) | 17     | 6           | 13         |
| 2007/08 | Левски (София) | 28     | 16          | 15         |
| 2008/09 | Левски (София) | 17     | 10          | 10         |
| 2009/10 | Левски (София) | 19     | 16          | 8          |
| 2010/11 | Левски (София) | 6      | 6           | 22         |
| 2012/13 | Славия (София) | 26     | 33          | 8          |
| 2013/14 | Славия (София) | 32     | 38          | 9          |
| 2014/15 | Славия (София) | 17     | 20          | 5          |
| 2015/16 | Славия (София) | 18     | 16          | 11         |
| 2016/17 | Славия (София) | 16     | 21          | 4          |
| 2017/18 | Славия (София) | 7      | 10          | 2          |
| 2018/19 | Славия (София) | 14     | 10          | 7          |
| 2019/20 | Славия (София) | 2      | 2           | 1          |
| 2020/21 | Славия (София) | 4      | 7           | 2          |

```
Общо: 336 мача, 301 допуснати голове, 168 сухи мрежи
Легенда: М. – изиграни мачове, Д.Г. – допуснати голове, С. – сухи мрежи
```

- Данните са до 21. 1
- .10.2020 г.

## Успехи
Четирикратен шампион с Левски през 2001/02 г., 2004/05 г., 2006/07 г. и 2008/2009 г. Носител на Купата на Бъгария през 2002, 2003, 2005, 2007 с Левски и 2018 г. със Славия. Носител на Суперкупата през 2005 г. и 2007 г. „Най-добър вратар“ за 2002 г. Известен като Гошо вратарчето – прякор, лепнат му от бившия национален селекционер Димитър Пенев. Петков е сред най-добрите вратари на Левски за всички времена, като името му се нарежда до тези на Бисер Михайлов, Стефан Стайков, Борислав Михайлов, Здравко Здравков, Пламен Николов, Димитър Иванков и други.
На 42 години и 256 дни възраст поставя  рекорд във футбола.
Поставя го Георги Петков когато надява ръкавиците и на тези години пази храбро вратата на България в последните два мача срещу Кипър и Словения.

В мач от Първа лига, изигран на 22 октомври 2023 г. между ПФК Славия София и Хебър 1918, ветеранът Георги Петков, на впечатляващата възраст от 47 години и 222 дни, първоначално спаси дузпа, изпълнена от Георги Вълчев (Хебър), с което временно постави световен рекорд. След преразглеждане на ситуацията обаче, дузпата бе повторена поради нарушение на вратарската линия. При втория опит Вълчев бе точен от бялата точка и донесе трите точки на Хебър.